# 俞士吉
俞士吉（1354年—1430年）字用贞，号栎庵，晚号大瀛海客，浙江象山人，生于元朝末年，身历明朝五朝（洪武、建文、永乐、洪熙、宣德），是明朝杰出外交家。
洪武二十九年（1396年）俞士吉中举人，次年（1397年）參加礼部主持的会试，中乙榜，授山东兖州府学训导。建文帝时（1399年－1401年），上疏言政事得失，提升为监察御史，巡抚凤阳、徽州，继出按湖广。永乐元年（1403年），擢右佥都御史，后授礼部侍郎。永乐六年（1408年），出知湖北襄阳，历官十年。宣德初年，改授南京刑部侍郎。宣德五年（1430年），告老还乡。

## 外交活动
- 出使朝鲜：明朝皇帝更替，朱棣登基，同年（1402年），俞士吉奉命出使朝鲜，册封朝鲜国王李成桂。
- 出使日本：永乐四年（1406年），俞士吉奉命出使日本，时日本战国，封日本九州阿蘇山为“寿安镇国之山”，并刻明帝碑文、铭诗于石碑，立于山上。
- 下西洋：随郑和二下西洋，出使多国。